# Vjekoslav Škrinjar
Vjekoslav Škrinjar (født 2. juni 1969) er en tidligere kroatisk fodboldspiller.